# Ferrisia meridionalis
Ferrisia meridionalis är en insektsart som beskrevs av Williams 1985. Ferrisia meridionalis ingår i släktet Ferrisia och familjen ullsköldlöss. Inga underarter finns listade i Catalogue of Life.